# Hilfskomitee der Evangelisch-lutherischen Kirche aus Bessarabien

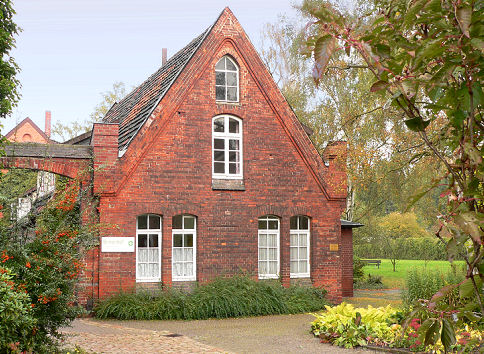
Sitz des Hilfskomitees im Birkenhof in Hannover-Kirchrode, bis 2015 Geschäftsstelle Nord des Bessarabiendeutschen Vereins

Das Hilfskomitee der Evangelisch-Lutherischen Kirche aus Bessarabien e. V. mit Sitz in Hannover wurde 1946 als kirchliches Hilfswerk der Bessarabiendeutschen gegründet. Am 20. Mai 2005 ging das Hilfskomitee im neu gegründeten Bessarabiendeutschen Verein auf, der durch die Fusion der bisherigen
bessarabiendeutschen Vereinigungen entstand. Bis zu ihrer Auflösung 2015 war am Sitz des früheren Hilfskomitees die Geschäftsstelle Nord des Bessarabiendeutschen Vereins untergebracht.

## Gründung
Am 17. Juni 1946 wurde der aus Bessarabien stammende Geistliche Immanuel Baumann mit der Gründung des Hilfskomitees beauftragt. Der Auftrag kam von Eugen Gerstenmaier als Leiter des Hilfswerks der Evangelischen Kirche in Deutschland. Eine kirchliche Hilfsorganisation wurde geschaffen, weil das Koalitionsverbot der Alliierten keine politischen Zusammenschlüsse zuließ. Schon 1946 erkannte der Rat der Evangelischen Kirche in Deutschland (EKD) das Hilfskomitee als Vertretung der ehemaligen deutschen Ostkirche in Bessarabien an.
Als erster Leiter des Hilfskomitees wurde der letzte geistliche Führer im Herkunftsgebiet Bessarabien bestimmt. Dies war Oberpastor Immanuel Baumann aus Klöstitz. Ab 1977 bis zur Fusion 2005 war der Sohn von Immanuel Baumann, Arnulf Baumann, Bundesvorsitzender des Hilfskomitees.
Der erste Sitz des Komitees war zunächst der Wohnsitz von Immanuel Baumann in Hemmingen in Baden-Württemberg, danach war es ein Büro in Stuttgart. Seit 1949 befand sich der Sitz in Hannover zunächst in einem Kellerraum der Gartenkirche St. Marien in der Marienstraße, später im Haus des Deutschen Ostens am Königsworther Platz und ab 1997 in Kirchrode auf dem Gelände des Birkenhofs.
Das Hilfskomitee betreute nach dem Zweiten Weltkrieg die etwa 80.000 Bessarabiendeutschen seelsorgerisch und diakonisch, die sich in Deutschland aufhielten. Sie lebten als Flüchtlinge mittellos und zerstreut in den vier alliierten Besatzungszonen. Das Hilfskomitee war bis zur Gründung der Landsmannschaft der Bessarabiendeutschen 1949 die einzige bessarabiendeutsche Organisation.
Seit 1949 wurde das zweiwöchentlich erscheinende Publikationsorgan „Mitteilungsblatt“ herausgegeben. Vorläufer war das eine kirchliche Zeitung in Bad Urach, die den Mitteilungen der Bessarabiendeutschen größeren Raum zur Verfügung stellte und in großer Auflage deutschlandweit verbreitet wurde.
Vorläufer des Hilfskomitees war das 1945 von Karl Rüb aus Sarata/Bessarabien geschaffene und nur bis 1946 tätige Hilfswerk für evangelische Umsiedler aus Bessarabien und der Dobrudscha (kurz: Hilfswerk für Schwabenumsiedler). Es betreute von Stuttgart aus die Angehörigen beider Volksgruppen, die bei Kriegsende 1944/45 aus ihren vorübergehenden Ansiedlungsgebieten im eroberten Polen (Wartheland und Danzig-Westpreußen) nach Westen vor der Roten Armee geflohen waren.

### Hilfskomitees anderer Flüchtlingsgruppen
Ähnliche Hilfskomitees, wie das für die Bessarabiendeutschen, entstanden analog für die verschiedenen Herkunftsgebiete der rückgekehrten Auslandsdeutschen aus dem Baltikum, Litauen, Wolhynien, Polen, Galizien, Slowakei, Sudetenland, Ungarn, Jugoslawien, Siebenbürgen, Banat und die deutschen Gebiete Ostpreußen, Pommern, und Schlesien. Die Gründung dieser kirchlichen Einrichtungen basierte auf der Idee, für jede nach Deutschland einströmende Flüchtlings- und Vertriebenengruppe eine Selbstorganisation zu schaffen. Sie sollten die Flüchtlinge zur Schaffung einer neuen Existenz mobilisieren und sie auch kirchlich und seelsorgerisch durch die ihnen aus der Heimat bekannte Geistliche betreuen. Alle Hilfskomitees waren im „Konvent der zerstreuten evangelischen Ostkirchen“ zusammengefasst.

## Aufgaben
- Anfangs Aufbau eines Suchdienstes für die Bessarabiendeutschen (Vermisstensuche/Familienzusammenführung)
- Anfangs Erstellung von Ersatzurkunden (Standesamt, Rente, Lastenausgleich)
- Seelsorgerische Betreuung durch Heimatgottesdienste, Kirchentage
- Pressetätigkeit (Herausgabe von Heimatliteratur, -zeitungen, -jahrbücher)
- Diakonie durch das Alten- und Pflegeheim Alexanderasyl

## Verbundene Vereinigungen

Wappen der Bessarabiendeutschen

Das Hilfskomitee war eng verbunden mit den früheren bessarabiendeutschen Vereinigungen:
- Landsmannschaft der Bessarabiendeutschen
- Heimatmuseum der Deutschen aus Bessarabien
- Alexander-Stift (Diakonische Altenpflegeeinrichtung)

und gehört seit der Fusion 2005 mit der Landsmannschaft und dem Heimatmuseum zum:
- Bessarabiendeutschen Verein